# 韋朏
韋朏（い ひ、生年不詳 - 530年）は、北魏末の官僚・軍人。字は遵献。本貫は京兆郡杜陵県。

## 経歴
韋珍の子として生まれた。若くして学業の志があった。18歳のとき、州主簿として召し出された。ときに苛斂誅求が厳しく、韋朏は家の粟で粥を作り、飢えた人々に提供して多くの人々を救った。太学博士を初任とし、秘書郎中に転じた。しばらくして左軍将軍の号を受け、荊郢和糴大使となった。南郢州刺史の田夷啓は韋朏の父の韋珍が荊州刺史に在任していたときに、諸民族に恩沢を広げたと称して、韋朏を南道別将として荊州の驍勇を率いさせ、お互いを両面とするよう願い出た。田夷啓の提案は聞き入れられた。ほどなく韋朏は南荊州の事務を代行した。孝明帝の末年、征虜将軍・東徐州刺史となった。まもなく安東将軍に転じ、散騎常侍の位を加えられた。南朝梁の郢州刺史の田麤憘が兵を率いて進攻してくると、韋朏は石羊崗でこれを撃破して田麤憘を斬った。功により杜県開国子に封じられた。永安3年（530年）、州で死去した。侍中・車騎将軍・雍州刺史の位を追贈された。諡は宣といった。

## 子女
- 韋鴻（長子、字は道衍。奉朝請を初任とし、尚書令吏部郎中・中書舎人に転じた。天平3年に漏洩の罪を問われ、家で死を賜った。享年32）[6][2]
- 韋道植（武定末年、儀同開府中兵参軍となった）[6]

## 伝記資料
- 『魏書』巻45 列伝第33
- 『北史』巻26 列伝第14